# Jeunes Filles au piano
Jeunes Filles au piano est un tableau d'Auguste Renoir réalisé en 1892 pendant sa période dite nacrée (1890-1897). Il est conservé au musée d'Orsay à Paris. Vers 1889, Renoir avait déjà abordé ce thème en peignant La leçon de piano ; il le reprendra, en 1897, avec Yvonne et Christine Lerolle au piano

## Description
Le tableau représente une scène familiale : deux jeunes filles jouant du piano. Les deux jeunes filles ont déjà le corps charnel des femmes que Renoir aimait peindre. Cette toile n'est plus du pur impressionnisme mais on n'y retrouve plus les traits de pinceau précis de la période « sèche » ou « ingresque ». Les vêtements des filles n'ont pas été embellis, d'où le caractère plus réel de la toile. 
Renoir exprime, au travers de sa peinture, cet amour de la femme et de la jeunesse qui lui est particulière. Il disait d’ailleurs que les modèles étaient essentiels à son inspiration : « Je ne pourrais me passer d’un modèle. Même si je le regarde à peine, il m’est indispensable pour me beurrer les yeux. J’adore peindre une gorge, les plis d’un ventre. Je ne pelote qu’ainsi. » Sa manière de peindre les chevelures, les robes, les carnations nacrées et pleines de vie des jeunes femmes traduit son affection pour les modèles.  
Ici, le peintre adopte une facture plus souple et onctueuse avec plus de fluidité et des effets de transparence. Cette évolution de Renoir, qui approche la cinquantaine, est aussi due au fait suivant, d'après André Lhote : « Il s'aperçut en effet, à cette époque, que ses œuvres de jeunesse se craquelaient et que les tons s'altéraient. Il surveilla donc ses mélanges, qu'il réduisit, comme Rubens, au minimum, et se contenta d'une couche mince et unique. »
Cette œuvre a été réalisée de cinq ou six manières différentes, car Renoir savait que l'État français souhaitait faire un achat. C'est grâce à Jeunes Filles au piano que le peintre est enfin reconnu.

## Autres versions
Une deuxième version du tableau, vision sensiblement différente de celui-ci et moins détaillée, est aujourd'hui conservée au musée de l'Orangerie à Paris. Une troisième est détenue par le Metropolitan Museum of Art de New-York.

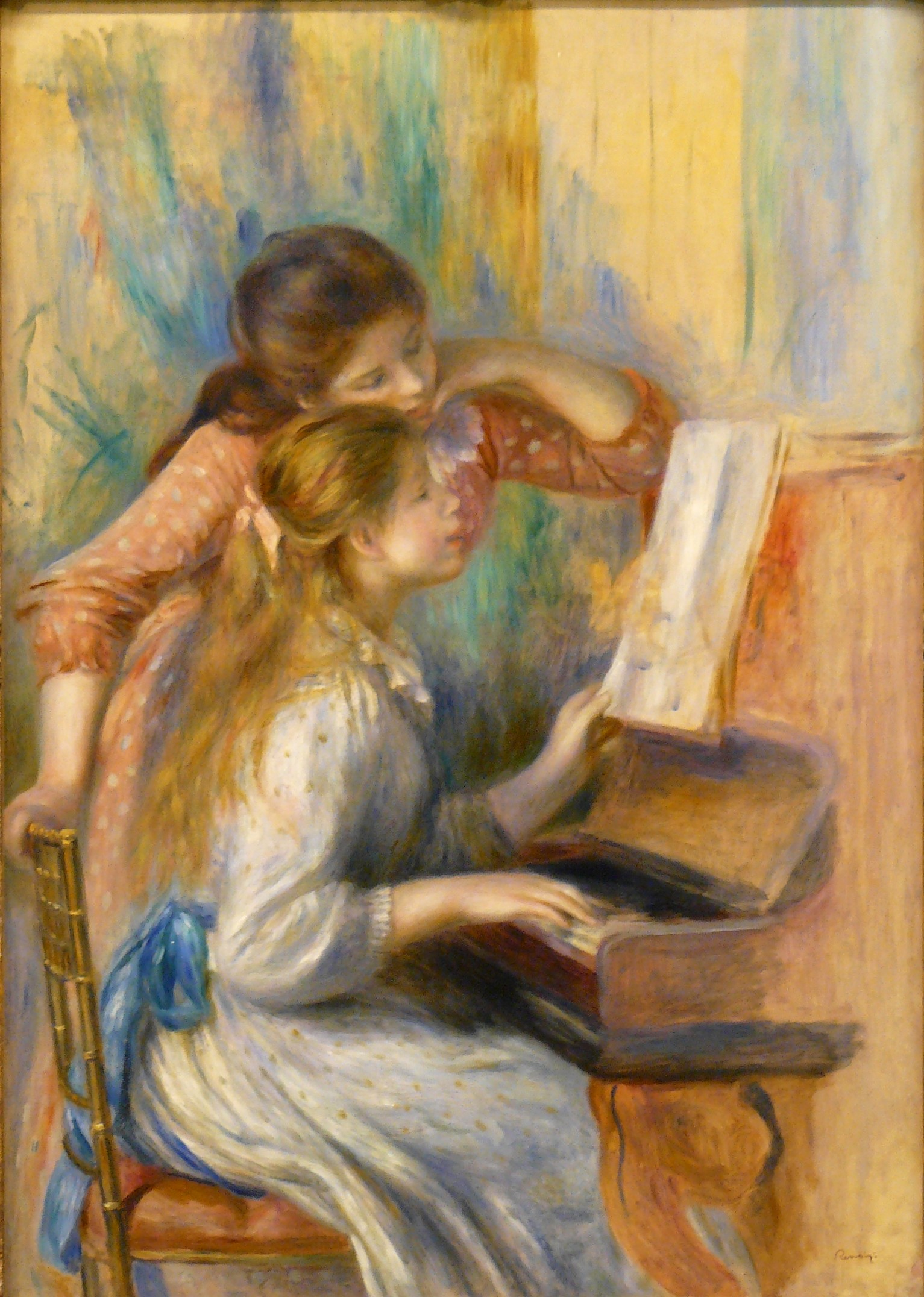
Le tableau du musée de l'Orangerie.
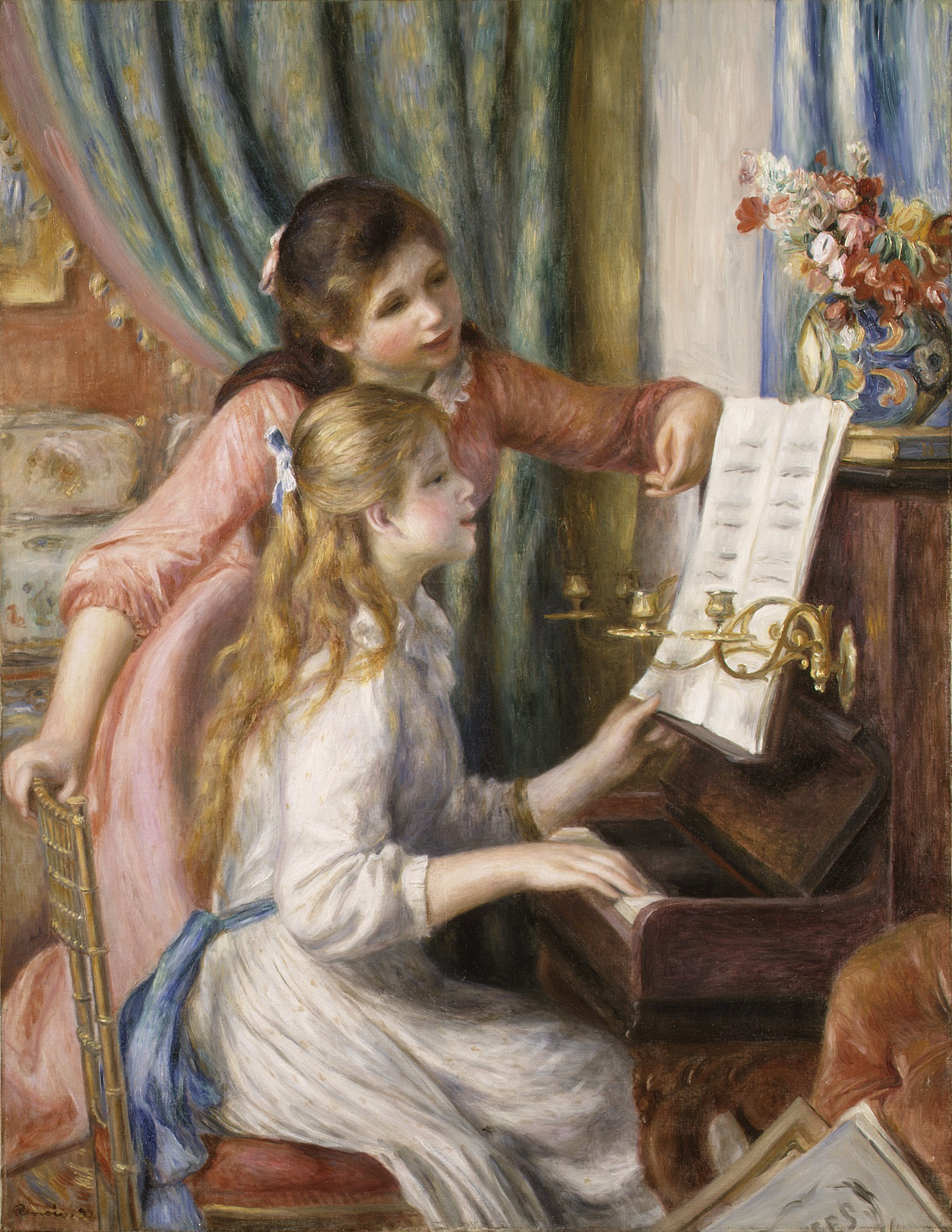
Troisième version de Jeunes Filles au piano Metropolitan Museum of Art.
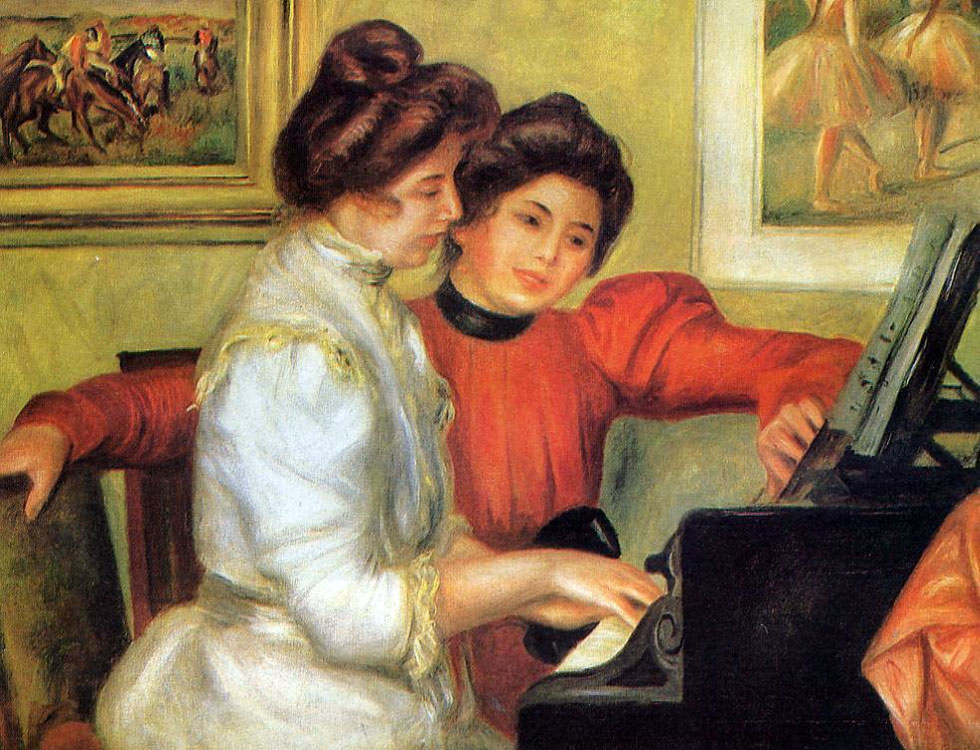
Yvonne et Christine Lerolle au piano, 1897-1898, Musée d'Orsay.
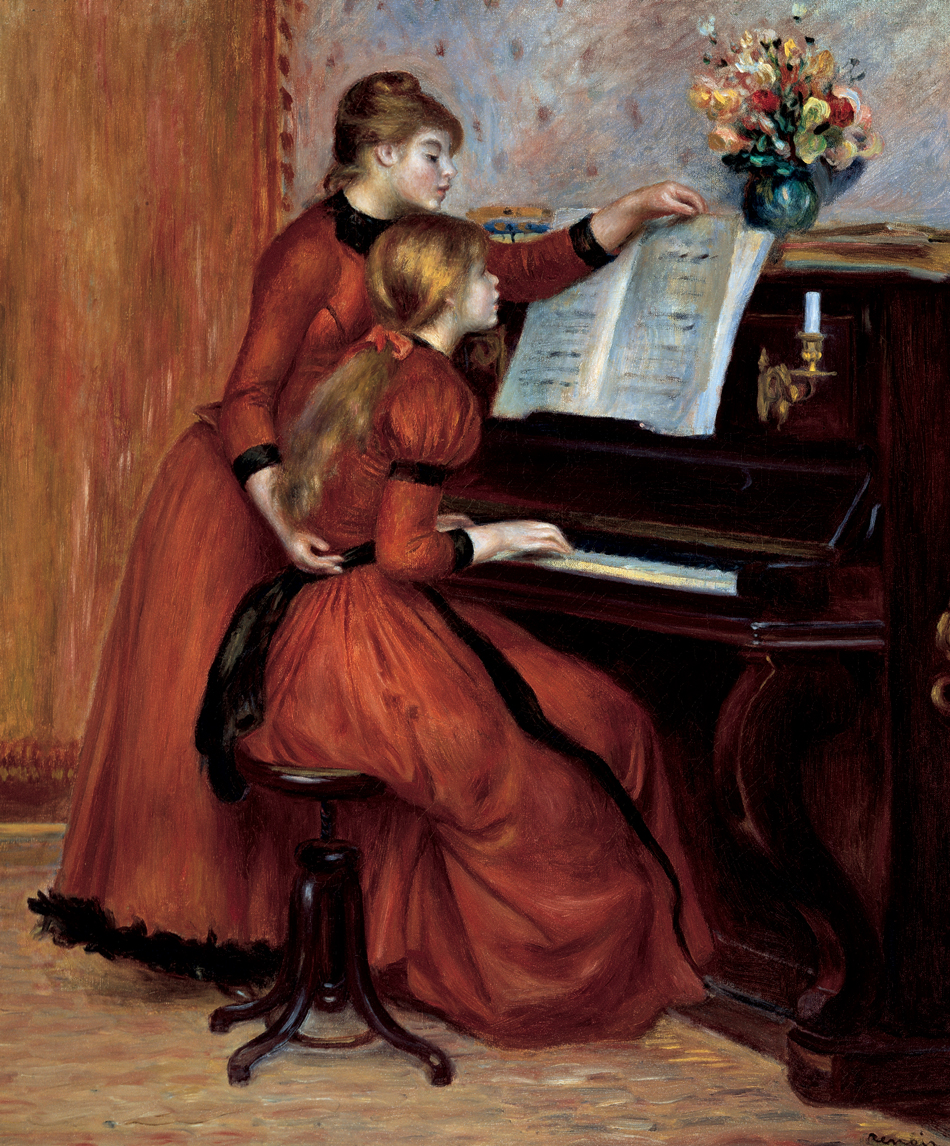
La Leçon de piano, 1889 ?, Joslyn Art Museum (Nebraska).

## Modèles
Ce sont  Yvonne et Christine les 2 filles aînées d'Henri Lerolle, alors âgées de 11 et 13 ans, qui ont posé pour Renoir.Les 2 sœurs serviront de modèles pour d'autres toiles du peintre dont Yvonne et Christine Lerolle au piano daté de 1897-1898 et détenu par le Musée de l'Orangerie.